# 饭野贤治
飯野賢治（1970年5月5日—2013年2月20日）是日本遊戲設計師、企業家。擔任過EIM、Warp、Superwarp、From Yellow To Orange等公司的執行長。
2013年2月20日，因高血压引起心脏衰竭逝世。

## 來歴

### 出生
出身自東京都荒川區。據他父親所說，「賢治」的由來是來自於名作家宮澤賢治。進入英才教育的幼稚園，小學2年級時母親失踪，之後與父親一起居住。小學3年級第一次買到電腦，小學5、6年級製作的《十和田湖殺人事件》進入到遊戲競賽而獲獎。從城西大學附屬川越高中輟學後，經過一年的打工生活而參加大學入學考試資格檢定，但卻失敗。
1988年進入遊戲製作公司インターリンク。之後受到HAL研究所的工作人員勸說他要進行組織化的情況下，1989年與友人一起創立專門承攬遊戲製作的EIM公司，同時負責承接萬普以及HAL研究所等公司的案子。另外他本人也在這時擔任Vanta設計研究所，代代木動畫學院的講師。

### 《D之食卓》
1994年設立Warp公司。隔年1995年推出公司代表作《D之食卓》（3DO版），並且獲得「1995 年多媒體大獎賽 通產大臣賞」。1997年推出沒有畫面，只有聲音，就像是廣播劇一樣的遊戲《リアルサウンド ～風のリグレット～》。然後還發表說將要推出與當時人氣編劇坂元裕二的合作，預計「能夠有300萬銷售量的RPG」的製作計畫（企劃之後受到阻礙而中斷）。
1997年發表以第一人稱方式在太空船內與無形的外星人戰鬥的蘿拉三部曲的第二作《絕命淒殺》。在製作發表會中因為，卻因為發生所謂「絕命淒殺事件」，讓他與索尼決裂並跳槽到世嘉土星上。
1999年發表在雪山中進行戰鬥的蘿拉三部曲的第三作也是最後作品的《D之食卓2》。
有一度以身為遊戲設計師代表的身分在媒體上積極曝光，還成為廣播節目的常客而成為當時的媒體寵兒。當時還高興地說「比起經營企業更想要玩樂團」，並且在自傳中表示雖然推出的遊戲的銷售量不錯，但公司經營依然陷入困境。

### Superwarp設立
2000年，設立Superwarp公司並擔任代表執行長。但在這之後就沒有推出熱賣的遊戲，就連Superwarp也因此將公司名稱改名為From Yellow To Orange，並且改投入到網路、IT相關的工作，具体來說就是負責自動販賣機的自動結帳以及百貨公司觸控式導覽器等項目。
2003年，在講談社發行文藝雜誌《 Faust》創刊號上完成以小說家身分出道的心願。2004年，結束了他在《朝日新聞》報紙上關於對年輕人的人生對談專欄。
2008年8月25日，推出與『月亮』的創作者也是Route24公司代表的西健一共同開發的iPhone/iPod touch用APP『newtonica』。發售後，在日本App Store排行榜上衝向第一名，並且也在世界各國大賣。之後在 2008年12月推出續集『newtonica2』，2009年1月再推出『newtonica2 resort』。
2009年3月26日，From Yellow To Orange開發的Wiiware遊戲『你與我與立體』以任天堂主打遊戲的身分推出。飯野擔任企劃以及導演工作。之後常參與談話秀等活動。

### 心臟衰竭過世
由於自己身材太過肥胖，讓飯野開始實行「去除碳水化合物的節食」並成功減重，但可能因為減重造成的高血壓的影響，2013年2月20日午後9時42分因為高血壓性心臟衰竭而在東京都的自家中去世。直到去世前3天的2月17日，他本人都還在美國的波士頓更新他的個人推特 。

## 興趣・嗜好
中學時代因為老師向他介紹哲學書籍，讓他因此喜歡閱讀勒內·笛卡爾的『談談方法』，路德維希·維根斯坦『邏輯哲學論』，伊曼努爾·康德『純粹理性批判』，弗里德里希·尼采，卡爾·榮格等人的作品，讓他有著相當的哲學造詣的一面。
他本人也會作曲，與知名音樂家麥可·尼曼有交情。晩年還經歷使用twitter，並且在twitter上與淺岡雄也，HISASHI，AOKI takamasa等人組成「NORWAY」樂團。雖然在樂團中有並未親自見面過的團員，但他們會交換製作的音樂檔，然後將製作完成的樂曲放在YouTube上公開而成為話題 。
喜歡使用Macintosh，對於Windows的設計有強烈的批判。
認識許多各個業界的人士，並且也與堀江貴文等人有交情。曾與他一起製作遊戲的遊戲創作者上田文人在飯野死後，也留下「會意識到他而工作下去」的評語。

## 遊戲作品

### インターリンク
- ウルトラマン倶楽部2 帰ってきたウルトラマン倶楽部（FC） 1990.4.7　發行商：ユタカ　企劃
- SDヒーロー総決戦 倒せ!悪の軍団（FC） 1990.7.7　發行商：萬普　音效（與平澤道也一起負責）
- 獸王記（FC） 1990.7.20　發行商：アスミック　音效（與平澤道也一起負責）

### EIM
- Parallel World（FC） 1990.8.10　發行商：バリエ
- たいむゾーン（FC） 1991.10.25　發行商：シグマ
- Panic Restaurant（FC） 1992.4.24　發行商：太東　製作人、音效
- アドベンチャークイズ カプコンワールド2（AC） 1992.9　發行商：卡普空　負責構想一部分的猜題
- みやすのんきのクイズ18禁（AC） 1992　發行商：ビデオシステム
- Casino Kid 2（NES）サウンド 1992.6　發行商：ソフエル - 日本國內則將遊戲標題改成『100萬$之子 幻之帝王編』發售
- 恐竜伝説（FC） 未發售 預計由- HAL研究所發售
- Superman（NES） 未發售
- Sunman (NES） 未發售　企劃、導演

### Warp
- 宇宙生物フロポン君（3DO） 1994.8.6
  - 宇宙生物フロポン君P!（PS） 1995.3.31
- 突撃機関メガダす!!（3DO） 1994.12.16
- D之食卓（3DO） 1995.4.1
  - D之食卓（SS） 1995.7.28
  - D之食卓 完整版（PS） 1995.12.1
  - D之食卓 導演版（3DO） 1996.1.1
- おやじハンターマージャン（3DO） 1995.7.14
- フロポンワールド（暫稱）（3DO） 1995.9.14
- ショートワープ（3DO） 1996.1.15
- 絕命淒殺（SS） 1996.12.13
  - 絕命淒殺（PC） 1998.11.28
- リアルサウンド ～風のリグレット～（SS） 1997.7.18
  - リアルサウンド ～風のリグレット～（DC） 1999.3.11
- SEGA越野賽車2（DC） 1998　負責配樂
- D之食卓2（DC） 1999.12.23

### From Yellow To Orange
- 你與我與立體（Wiiware） 2009.3.26

### 其它
- newtonica（iPhone/iPod touch） 2008.8.25
- newtonica2（iPhone/iPod touch） 2008.12.2
- newtonica2 resort（iPhone/iPod touch） 2009.1.3
- one-dot enemies（iPhone/iPod touch） 2009.3.5

## 著作
- 『ゲーム Super 27 Years Life』 講談社 1997.7 （之後由星海社文庫進行文庫化。 2014.2）
- 『ゲームを変えた男 飯野賢治 EO事件の真相』 中田宏之編　メディアファクトリー 1997.12
- 『新・學生時代に何を學ぶべきか』 講談社 1998.2
- 『スーパーヒットゲーム學』 扶桑社 1998.6
- 『トップランナー Vol.2』 NHK「トップランナー」製作班　KTC中央出版 1998.5
- 『ワープ会社案内』 飯野賢治＋Warp著 北都 1998.2
- 『2003 飯野賢治対談集』 ソニー・マガジンズ 1999.3
- 『飯野賢治の本』 マイクロデザイン編
- 『ティーンズメール subject:わたしの気持ち』 朝日新聞學芸部編　教育史料出版会 2003.4
- 『レッドブック ワルツの雨 RE』 清涼院流水、飯野賢治共著 幻冬舍 2006.12
- 『息子へ。』 幻冬舎 2011.5
- 『超ファミコン 』 多根 清史 (著), 阿部 広樹 (著), 箭本 進一 (著) 太田出版 (2013/6/20)-是4本讀物中的其中一篇「回顧天才遊戲設計師‧飯野賢治」

## 演出
- 絕命淒殺 電視廣告
- ナイトワープ ENO@HOME（TOKYO FM、1997年3月1日 - 1999年12月25日）
- トップランナー（NHK、1997年6月27日）
- ゲームの惑星（MBS、HTB）1997年9月30日 - 1998年3月末頃まで放送
- 伊集院光 深夜の馬鹿力（TBSラジオ、 1998年8月17日）
- 情熱大陸（MBS制作・TBS系列、1999年12月12日）
- 街で一番の男〜ビートニクラジオ（TOKYO FM、1999年12月20日）
- 課外授業 ようこそ先輩（NHK綜合電視台、2000年4月23日、ゲームで体験! “!（ビックリ）”の世界）
- 今夜は恋人気分 〜とっておき夫婦物語〜（NHK綜合電視台、2004年7月14日）

## CD
- 鐵拳2 STRIKE ARRANGES（1996年8月21日 NECアベニュー）

## 其他活動
- NPO法人CAVNAS職場講師[10]
- 山形縣米澤市溫泉旅館「時の宿すみれ」的改建工作

## 備註
1. ↑  與鈴木光司在電視上的對談。
2. ↑  『ゲーム』（飯野賢治著，pp.158）
3. ↑  『ゲーム』（飯野賢治著，pp.183）
4. ↑  「超ファミコン」（pp.270）
5. 1 2  「D之食卓」飯野賢治42歳猝死 （页面存档备份，存于） - 日刊スポーツ 2013年2月22日
6. ↑  .   [2021-01-23]. （原始内容存档于2021-05-20）. （页面存档备份，存于）
7. ↑  飯野賢治過世，改めていくつかの文章を読む （页面存档备份，存于） - ITmedia 2013年2月22日
8. ↑  CNET Japan. . 2011-05-11  [2013-02-22]. （原始内容存档于2015-04-02）. （页面存档备份，存于）
9. ↑  4gamer「今年全部151名。聽遊戲業界著名人士談論2013年的關注遊戲以及給2014年的訊息 （页面存档备份，存于）」
10. ↑  . NPO法人CANVAS.   [2007-11-17]. （原始内容存档于2014-03-30）.